# Mariam Aslamazian
Mariam Arshaki Aslamazian (20 de octubre de 1907, Bash-Shirak, Alexandropol – 16 de julio de 2006, Moscú) fue una pintora armenia-soviética, reconocida como Artista del Pueblo de la RSS Armenia (1965) y Artista del Pueblo de la Unión Soviética (1990).

## Biografía
Aslamazian fue alumna de Stepan Aghajanian y Petrov-Vodkin y tuvo éxito dentro del sistema soviético, con reconocimientos y becas que le permitieron viajar a varios países. En 1957 el gobierno soviético la envió a la India dentro de una misión diplomática para establecer relaciones con ese país. Conoció a Indira Gandhi y en años posteriores realizó nuevos viajes a la India.
Su hermana Eranuhi también fue pintora y realizaron muchos viajes juntas. Una gran colección de la obra de ambas se expone en el Museo de las Hermanas Aslamazian en su nativa Gyumri.
Las obras de Mariam Aslamazian se conservan en numerosos museos: Sofía, Berlín, Leningrado, Venecia, Tokio, Delhi, etc. Las dedicadas a la India recibieron el premio G Neru en 1970-1071 y el premio Hamal Abdenaser en 1976.

Sus pinturas evocan temas dramáticos, coloridos del periodo de su vida.
 Mientras la crítica argumenta de la fuerza relativa de sus pinturas, sus maravillosos platos cerámicos son universalmente proclamados piezas maestras.
Mariam falleció en Moscú, y fue inhumada en Ereván, Panteón de Komitas.

## Pinturas famosas

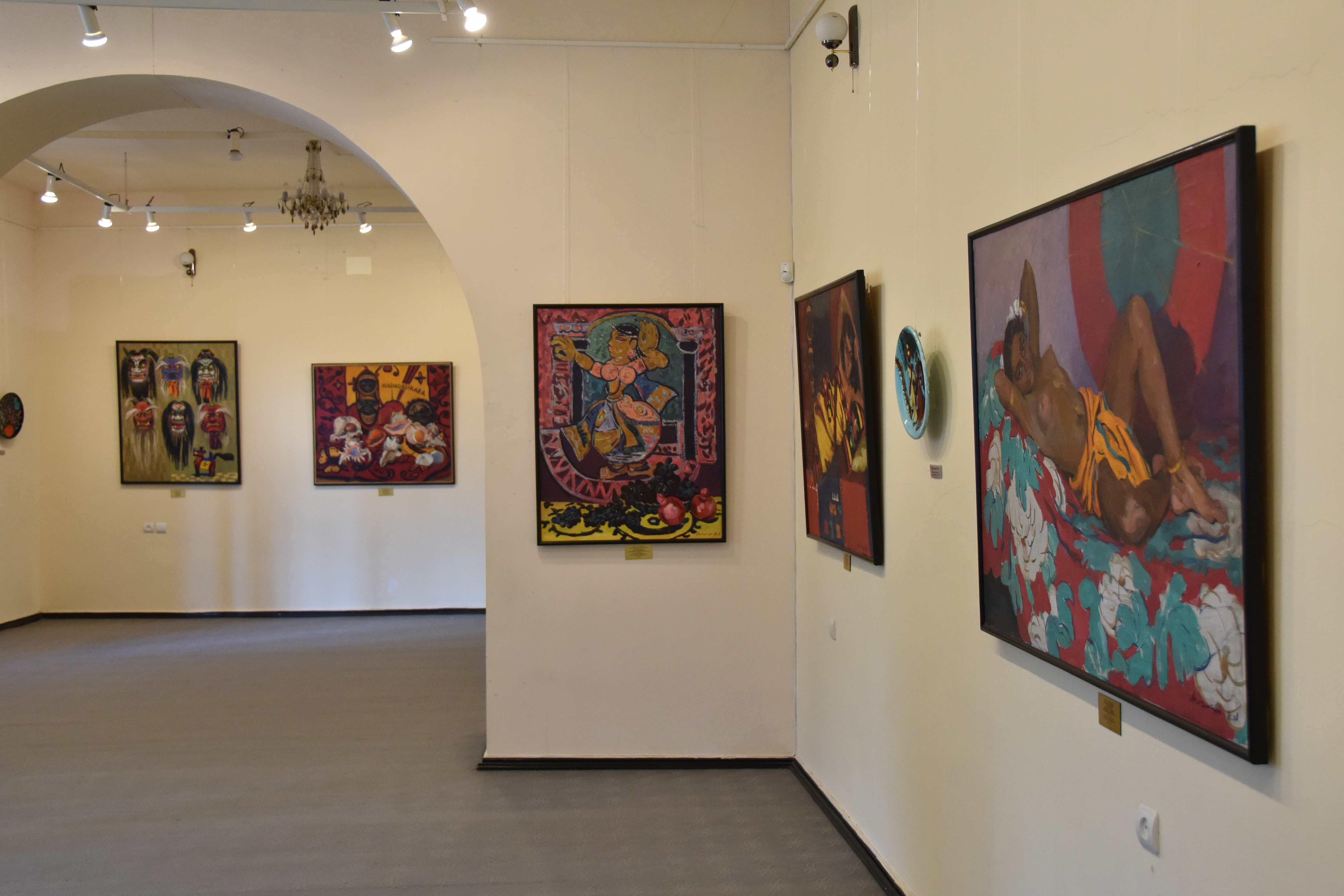
Exposición en el Museo de las Hermanas Aslamazian

- El Regreso del Héroe (1942)[4]
- Tengo 70 Años (1980)
- Vecinos ruidosos (1981)Exposición en el Museo de las Hermanas Aslamazian